# Paredador

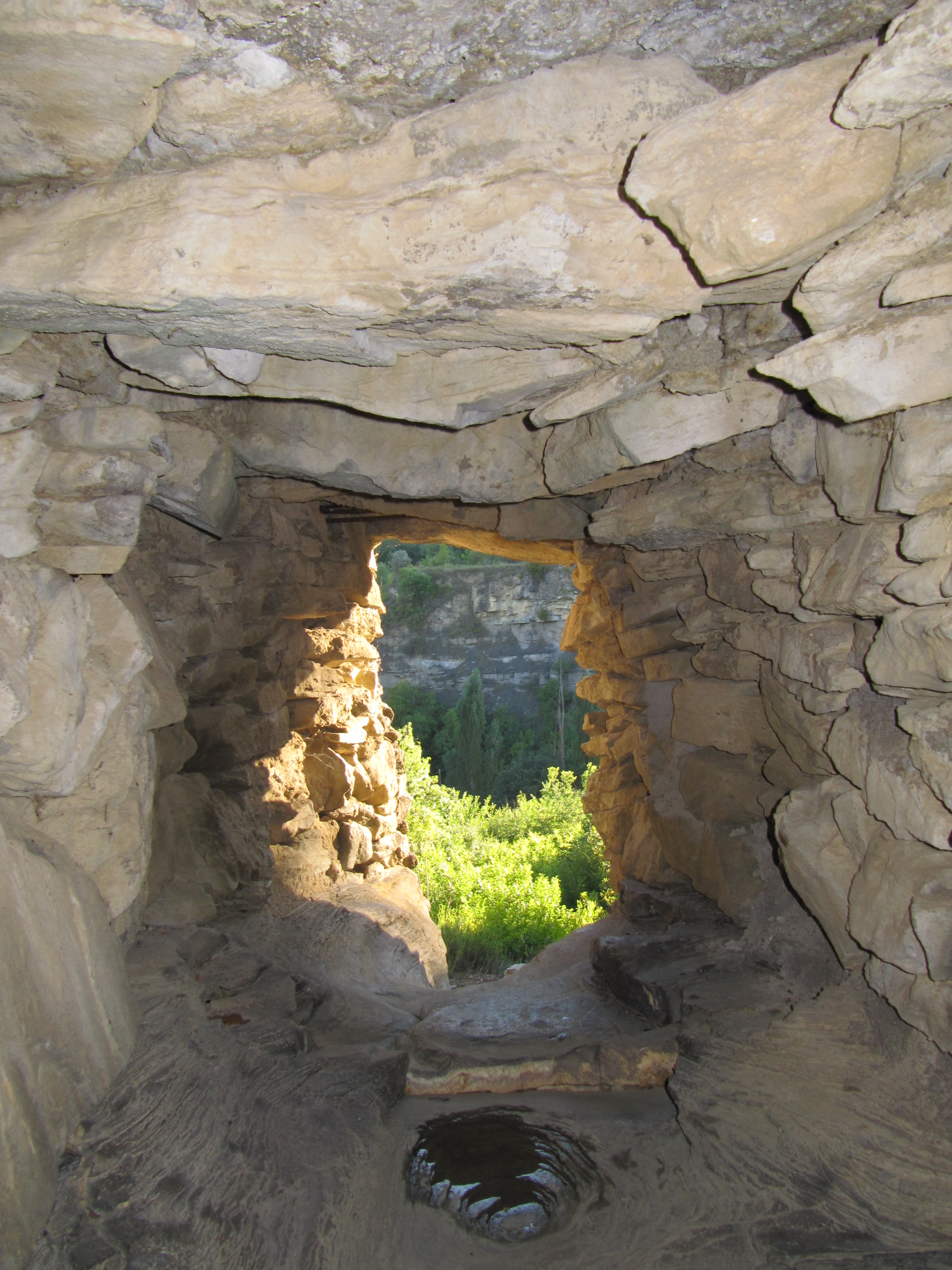
Fibla de pedra seca. Foto: Carlos Pons

El paredador o marger és l'artesà que construeix, entre altres elements, les parets de pedra seca que marquen els límits de les tanques de les explotacions agràries. Arreu dels països catalans rep diversos noms: mestre de parets, mestre marger, margener o margenera, margenador o margenadora o paredaire.
Els homes d'aquest ofici fan parets de còdols, o sigui, parets seques i de pedra i morter, arribant a construir infinitat d'elements com encadenats, clapers, ponts de bens, barraques de bestiar, síquies i torrents, emmacaven marges, camins, eres, porxades i, fins i tot, carrers. La feina es desenvolupa gairebé sempre en el camp, en contacte amb la naturalesa, açò és, en el terreny sobre el qual s'aixeca la paret, el material que s'empra per aixecar-la i la climatologia que marca el desenvolupament de la feina. La mateixa naturalesa de l'ofici fa que el lloc de treball no sigui fix, sinó que els tornalls baraten dia a dia. A la vegada, la feina està estretament relacionada amb altres, com la dels mestres de cases, els trencadors, els calciners, teulers, etc. que en moltes ocasions han fet tant uns com altres oficis.
Comunament, l'ofici es transmetia de pares a fills, de generació en generació. Juntament a aquest fet, també passava que els paredadors estaven fixats en una regió determinada que, en conseqüència, creaven un tipus de paret peculiar i definidora del paisatge. Açò ha canviat amb l'evolució dels mitjans de transport.

## La tècnica
Les pedres no es preparen prèviament, sinó que l'art del paredador consisteix a aprofitar-les amb la seva forma original; només es permeten donar algun cop a la cara de la pedra i el cop de gràcia, que és un cop sec amb el martell en la part superior de la pedra perquè aquesta encaixi en el lloc on s'ha situat. Quan s'agafa una pedra ja s'ha de saber on s'ha de col·locar. No és propi d'un bon mestre anar provant els còdols sobre la filada fins que es troba el lloc.
Totes les pedres, malgrat siguin irregulars, tenen sis cares. Hi haurà la cara exterior, que crearà una cara oposada, interior, el cul. I tindrem quatre cares, també interiors. Una, la inferior, reposarà sobre la filada de baix; l'oposada crearà la forma superior; i les altres dues s'hauran de combinar amb les pedres immediatament anterior i posterior de la mateixa filada. Quan s'escull la cara exterior s'ha de pensar en les altres cinc cares, ja que aquesta crearà automàticament les següents; per aquest motiu, no sempre s'ha d'escollir tenint en compte que la cara que es veurà sigui la més polida, sinó la que convengui més al conjunt.
Pel que fa a la profunditat de la pedra dins la paret, aquesta ha de ser suficient per assegurar-se l'estabilitat; per regla general, la longitud de la pedra cap a l'interior de la paret ha de ser major que la de la mateixa cara exterior. Pel que fa a l'assentament, la cara que ha de reposar a terra, en el cas que sigui el fonament, o sobre les pedres de la filada exterior, no pot ballar, ha de seure bé; a vegades es poden emprar estelles per afavorir aquest assentament. En el mateix sentit, la cara interior que quedarà dalt ha de formar un pendent lleugerament descendent cap al centre de la paret per facilitar la col·locació de les pedres de la pròxima filada.
Si ens referim a les dues cares interiors laterals, les que encaixen amb les pedres immediates a la mateixa filada, s'ha de tenir present que no han de sobresortir lateralment i que és millor que presentin línies paral·leles cap a l'interior de la paret.

## Les eines
Aixada. Format per un mànec d'uns quatre pams, té a la punta una eina de ferro d'uns dos pams de llargària que s'empra per remoure la terra on s'ha de fer l'escombra.
Pioxa. A diferència de l'aixada el seu pic acaba en punta.
Càvec. Té un mànec de llenya i la seva punta de ferro és una pala ampla per poder fer l'escombra.
Mall. És un martell gegant que serveix per trencar les pedres.
Ginyola. És un fil, que pot ser d'emplomar, que es tensa i serveix de guia per fer recta la paret.
Civera. És una espècie de llit d'ullastre, amb dues barres llargues amb agafadors a les puntes i unes barres travesseres al damunt de les quals es posen les pedres perquè dos homes les traginin a pols.
Martell de paredar. És l'eina que identifica el mestre. És un mànec de dos o tres pams amb la punta de ferro. En un costat té el tall que serveix per tallar les pedres. A l'altre, el cul, que és com una maça, per picar i encaixar les pedres.